# Cardinal (série télévisée)
Pour les articles homonymes, voir Cardinal.
Cardinal est une série télévisée canadienne en 24 épisodes de 42 minutes créée par Aubrey Nealon d'après la série de romans de Giles Blunt, et diffusée entre le 25 janvier 2017 et le 11 mai 2020 sur le réseau CTV.
Au Québec, elle est diffusée depuis le 26 janvier 2017 à Super Écran, sur le câble depuis le 8 septembre 2019 sur Vrak puis en clair depuis le 18 septembre 2020 sur Noovo, en France depuis le 1er mai 2017 sur Canal+, le 13 août 2018 sur Polar+. Elle reste inédite dans les autres pays francophones.

## Synopsis
À Algonquin Bay, au fin fond de l’Ontario, on vient de découvrir le corps d'une jeune fille de 13 ans dans une mine abandonnée. Le détective John Cardinal qui était chargé de l’enquête sur la victime, Katie Pine disparue depuis des mois, s’engage sur la piste de son meurtrier. Pour cette enquête, il est épaulé contre son gré par la détective Lise Delorme, sa nouvelle partenaire imposée par sa hiérarchie. Pour John Cardinal, les indices du meurtre correspondent au mode opératoire d’un tueur en série. D'abord sceptique, sa nouvelle coéquipière, convaincue par les nouvelles découvertes, l’aide à traquer le tueur dans les grands espaces de cette région, dans une atmosphère pesante et glaciale.

## Distribution

### Acteurs principaux
- Billy Campbell (VF : Emmanuel Jacomy ; VQ : Sylvain Hétu) : Détective John Cardinal
- Karine Vanasse (VQ : elle-même) : Détective Lise Delorme
- Glen Gould (en) (VF : Jean-Baptiste Marcenac ; VQ : Stéphane Rivard) : Détective Jerry Commanda
- Alanna Bale (VQ : Ludivine Reding) : Kelly Cardinal
- Kristen Thomson (en) (VQ : Christine Séguin) : Noelle Dyson (saisons 1 à 3)
- Deborah Hay (VQ : Viviane Pacal) : Catherine Cardinal (saisons 1 à 3)
- David Richmond-Peck (en) (VF : Gilles Morvan ; VQ : Tristan Harvey) : Sergent Malcolm Musgrave (saisons 1 et 2)

### Acteurs récurrents et invités
- James Downing (VQ : Michel M. Lapointe) : Détective McLeod
- James Thomas (VF : Benoît Du Pac ; VQ : François Trudel) : Détective Hannam (saison 1)
- Eric Hicks (VQ : Louis-Philippe Berthiaume) : Const. K. Fox (saison 1)
- Brendan Fletcher (VQ : David Laurin) : Eric Fraser (saison 1)
- Allie MacDonald (VF : Zina Khakhoulia ; VQ : Laurence Régnier) : Edie Soames (saison 1)
- Alden Adair (VQ : Alexis Lefebvre) : Josh (saison 1)
- Gord Rand : Woody (saison 1)
- Robert Naylor : Keith (saison 1)
- Lawrence Bayne (en) (VF : Gilbert Levy) : Francis (saison 1)
- Ali Hassan (VF : Jean-Luc Atlan) : Docteur Torres (saison 1)
- Bruce Ramsay : Ray Northwind (saison 2)
- Alex Paxton-Beesley : Rouquine (Terri Tait) (saison 2)
- Jonathan Keltz : Kevin Tait (saison 2)
- Kevin Hanchard (en) : détective Alan Clegg (saison 2)
- Kristen Holden-Ried : Scott Lasalle (saison 2)
- Dan Petronijevic : Leon (saison 2)
- Rya Kihlstedt : Sharlene « Mama » Winston (saison 3)
- Aaron Ashmore : Randall Wishart (saison 3)
- Alex Ozerov : Jack (saison 3)
- Sophia Lauchlin Hirt : Nikki (saison 3)
- Nick Serino (en) : Lemur (saison 3)
- Tom Jackson (en) : Lloyd Kreeger (saison 3)
- Jennifer Podemski (en) : Wendy Doucette (saison 3)
- Susan Coyne (en) : Susan Bell (saison 3)
- Devery Jacobs : Sam Doucette (saison 3)

Version québécoise
- Directeur de plateau : Frédéric Desager et Nicolas Charbonneaux-Collombet
- Studio : S.P.R.
- Adaptation : Fannie-Amélie Morin

 Source et légende : version québécoise (VQ) sur Doublage.qc.ca
Version française
- Studio : Imagine
- Direction artistique : Julien Kramer
- Adaptation : Julien Kramer, Fouzia Youssef, Laurence Crouzet

 Source et légende : version française (VF) sur RS Doublage

## Développement
Le 28 février 2017, la série est renouvelée pour une deuxième et une troisième saison. La production de la deuxième saison a repris à la fin mai 2017, et la troisième en octobre 2017.

## Fiche technique
Tous les épisodes de la première et troisième saison ont été réalisés par Daniel Grou (Podz), la deuxième saison par Jeff Renfroe (de), et la quatrième par Nathan Morlando.

## Épisodes

### Première saison:Quarante mots pour la neige(2017)
1. Cardinal
2. Delorme
3. Edie and Eric
4. Woody
5. Keith
6. Catherine

### Deuxième saison:La Saison des mouches noires(2018)
Cette deuxième saison de six épisodes est diffusée depuis le 4 janvier 2018 sur CTV et Super Écran.
1. Red
2. Kevin
3. Terri
4. Toof
5. Northwind
6. El Brujo

### Troisième saison:Quand tu liras ces mots(2019)
Cette troisième saison de six épisodes est diffusée depuis le 24 janvier 2019 sur CTV et Super Écran.
1. Sam
2. Roman & Irena
3. Jack
4. Lemur
5. Mama
6. Helen

### Quatrième saison:Avant la nuit(2020)
Cette saison, qui est la dernière, est diffusée depuis le 6 avril 2020 sur CTV et Super Écran.
1. Robert
2. Adele
3. Barry
4. Neil
5. Scott
6. John & Lise

## Audiences
Lors de leur première diffusion sur CTV, le premier épisode a été vu par 1,387 million de téléspectateurs, le deuxième épisode 1,303 million, le troisième épisode 1,046 million, et le sixième épisode, 1,046 million.
La deuxième saison s'ouvre avec une audience de 1,08 million de téléspectateurs, le deuxième épisode 1,129 million et le troisième, 998 000.
La troisième saison s'ouvre avec une audience sous le million (hors du Top 30 Numéris), puis une remontée pour le deuxième épisode avec 1,016 million, et le troisième avec 873 000 téléspectateurs.